# 조희봉
조희봉(曺熙奉, 1971년 8월 23일 ~ )은 대한민국의 배우이다.
1995년 뮤지컬 배우 첫 데뷔한 그는 2년 후 1997년 극단 '비파'에 입단하여 정식 연극배우 데뷔하였다.

## 학력
- 중동중학교
- 서초고등학교
- 서강대학교 경제학과 학사

## 출연작

### 영화
- 2003년 《싱글즈》 ... 천 과장 역
- 2004년 《마지막 늑대》 ... 광수 역
- 2004년 《이공》〈이 공을 받아줘〉
- 2004년 《범죄의 재구성》 ... 박 형사 역
- 2004년 《슈퍼스타 감사용》 ... 감삼용 역
- 2005년 《내 생애 가장 아름다운 일주일》 ... 사업가 역
- 2005년 《눈부신 하루》
- 2006년 《조폭 마누라 3》 ... 도미 역
- 2006년 《열혈남아》 ... 마을 이장 역(특별출연)
- 2006년 《가족의 탄생》 ... 플랫폼 찾는 남자 역(특별출연)
- 2006년 《잘 살아보세》 ... 복만 역
- 2006년 《뚝방전설》 ... 파출소장 역
- 2006년 《삼거리 극장》 ... 영사기사/일본중위 히로시/데츠오 역
- 2007년 《내 생애 최악의 남자》 ... 정길 역
- 2007년 《죽어도 해피엔딩》 ... 속물 조폭보스 최 사장 역
- 2008년 《슈퍼맨이었던 사나이》 ... 녹음기사 역(특별출연)
- 2008년 《1724 기방난동사건》 ... 배달 1 역(우정출연)
- 2008년 《원스 어폰 어 타임》 ... 요리사 역
- 2008년 《서양골동양과자점 앤티크》 ... 복서 역(우정출연)
- 2008년 《데이트》
- 2009년 《오이시맨》 ... 녹음실 프로듀서 역
- 2009년 《홍길동의 후예》 ... 박 형사 역
- 2010년 《베스트셀러》 ... 중년 2 역
- 2011년 《모비딕》 ... 임 찍사 역(특별출연)
- 2011년 《블라인드》 ... 조희봉 형사 역
- 2012년 《페이스 메이커》 ... 종수 역
- 2012년 《러브픽션》 ... 곽 대표 역
- 2012년 《5백만불의 사나이》 ... 조 사장 역
- 2013년 《몽타주》 ... 강 형사 역
- 2013년 《미생 프리퀄》 ... 오상식 역
- 2014년 《해적: 바다로 간 산적》 ... 오만호 역
- 2014년 《아카이브의 유령들》 (단편)
- 2015년 《순수의 시대》 ... 화전주인 역(우정출연)
- 2015년 《서부전선》 ... 주정꾼 역
- 2015년 《들꽃》 ... 전자상가주인 역
- 2016년 《국가대표 2》 ... 경수 역
- 2017년 《가을 우체국》 ... 우체국장 역
- 2022년 《특송》 ... 김씨 역
- 2022년 《우스운게 딱! 좋아!》
- 2024년 《목화솜 피는 날》 ... 정기성 역

### 드라마
- 2003년 KBS1 대하드라마 《무인시대》
- 2006년 KBS2 추석특집극 《무기여 잘 있거라》 ... 총무 역
- 2006년 KBS2 단막극 《드라마시티 - 별은 빛나건만》
- 2007년 KBS1 단막극 《KBS HDTV 문학관 - 카스테라》
- 2007년 KBS2 미니시리즈 《마왕》
- 2008년 KBS2 미니시리즈 《쾌도 홍길동》 ... 이광휘 역
- 2008년 KBS2 단막극 《드라마시티 - 징계위원회》
- 2008년 MBC 미니시리즈 《밤이면 밤마다》 ... 광역수사대 형사 조상철 역
- 2008년 KBS2 미니시리즈 《연애결혼》 ... 현수의 형, 박현성 역
- 2009년 KBS2 4부작드라마 《경숙이 경숙아버지》 ... 면서기 명랑아재 역
- 2009년 KBS2 미니시리즈 《파트너》 ... 장현수의 남편 역 (특별출연)
- 2010년 KBS2 미니시리즈 《추노》 ... 끝봉이 역
- 2010년 KBS2 단막극 《KBS 드라마 스페셜 - 위대한 계춘빈》
- 2010년 tvN 미니시리즈 《조선 X파일 기찰비록》 ... 장만 역
- 2010년 MBC 단막극 《MBC 일요 드라마 극장 - 나야, 할머니》
- 2010년 KBS2 미니시리즈 《도망자 Plan.B》 ... 제임스 봉 역
- 2010년 KBS2 단막극 《KBS 드라마 스페셜 - 피아니스트》
- 2011년 KBS2 미니시리즈 《드림하이》 ... 세계 음반 회사 EMI 직원 역 (우정출연)
- 2011년 MBC 아침드라마 《당신 참 예쁘다》 ... 장대풍 역
- 2011년 SBS 대기획 《뿌리깊은 나무》 ... 한가놈/한명회 역
- 2011년 KBS2 단막극 《KBS 드라마 스페셜 - 아내가 사라졌다》 ... 인호 역
- 2012년 KBS2 미니시리즈 《적도의 남자》 ... Mr.쿤 역
- 2012년 MBC 미니시리즈 《아이두 아이두》 ... 설봉수 역
- 2012년 KBS2 단막극 《KBS 드라마 스페셜 - 노숙자씨의 행방》 ... 이수철 역
- 2012년 SBS 아침드라마 《너라서 좋아》 ... 마도요 역
- 2012년 KBS2 단막극 《KBS 드라마 스페셜 - 아빠가 간다》 ... 이강석 역
- 2013년 OCN 미니시리즈 《더 바이러스》 ... 고수길 역
- 2013년 KBS2 미니시리즈 《굿 닥터》 ... 고충만 역
- 2013년 tvN 미니시리즈 《빠스껫 볼》 ... 1인 다역 역
- 2013년 SBS 드라마스페셜 《별에서 온 그대》 ... 안대표 역
- 2014년 SBS 드라마스페셜 《쓰리 데이즈》 ... 고영훈 역
- 2014년 KBS2 수목드라마 《골든크로스》 ... 강주동 역
- 2014년 JTBC 월화드라마 《유나의 거리》 ... 홍계팔 역
- 2014년 SBS 드라마스페셜 《내겐 너무 사랑스러운 그녀》 ... 강태민 역
- 2014년 KBS2 단막극 《KBS 드라마 스페셜 - 내가 술을 마시는 이유》
- 2015년 SBS 미니시리즈 《냄새를 보는 소녀》 ... 기충도 역
- 2015년 KBS2 일일연속극 《오늘부터 사랑해》 ... 변준배 역
- 2015년 KBS2 단막극 《KBS 드라마 스페셜 - 비밀》 ... 박형사 역
- 2015년 SBS 월화드라마 《육룡이 나르샤》 ... 하륜 역
- 2015년 SBS 특집드라마 《너를 노린다》 ... 상진 역
- 2016년 SBS 특집드라마 《퍽》 ... 사채업자 역
- 2016년 KBS2 수목드라마 《마스터 - 국수의 신》 ... 도꾸 역
- 2016년 SBS 주말특별기획 《미녀 공심이》 ... 횟집사장 역
- 2016년 KBS2 월화드라마 《구르미 그린 달빛》 ... 성내관 역
- 2016년 tvN 금토드라마 《THE K2》 ... 경찰 역
- 2017년 KBS2 수목드라마 《맨몸의 소방관》 ... 권정남 역
- 2017년 OCN 주말드라마 《터널》 ... 전성식 역
- 2017년 SBS 월화드라마 《엽기적인 그녀》 ... 견필형 역
- 2017년 SBS 월화드라마 《조작》 ... 양동식 역
- 2017년 KBS2 금토드라마 《최강 배달꾼》 ... 장동수 역
- 2017년 tvN 수목드라마 《부암동 복수자들》
- 2018년 SBS 드라마스페셜  《스위치 - 세상을 바꿔라》 ... 봉감독 역
- 2018년 KBS2 수목드라마 《당신의 하우스헬퍼》 ... 고태수 역
- 2018년 tvN 금요드라마 《톱스타 유백이》 ... 서일 역
- 2019년 SBS 금토드라마 《녹두꽃》 ... 홍가 역
- 2019년 KBS1 일일연속극 《꽃길만 걸어요》 ... 남일남 역
- 2019년 KBS2 단막극 《KBS 드라마 스페셜 - 렉카》 ... 안경엽 역
- 2020년 tvN 수목드라마 《오 마이 베이비》 ... 남수철 역
- 2020년 JTBC 월화드라마 《모범형사》... 우봉식 역
- 2020년 SBS 금토드라마 《날아라 개천용》 ... 전 사무관 역 (특별출연)
- 2020년 KBS2 단막극 《KBS 드라마 스페셜 - 원 나잇》 ... 황금성 역
- 2021년 tvN 월화드라마 《어사와 조이》 ... 개화골 이방 역
- 2021년~2022년 MBC 금토드라마 《옷소매 붉은 끝동》 ... 홍정여 역
- 2022년 디즈니+ 웹드라마 《키스 식스 센스》 ... 제우기획 이사 역
- 2022년 JTBC 토일드라마 《모범형사 2》 ... 우봉식 역
- 2022년 SBS 금토드라마《소방서 옆 경찰서》... 양치영 역
- 2023년 MBC 금토드라마 《조선 변호사》 … 박제수 역
- 2023년 MBC 금토드라마 《넘버스 : 빌딩숲의 감시자들》 ... 구 대표 역
- 2022년 SBS 금토드라마《소방서 옆 경찰서 그리고 국과수》... 양치영 역
- 2023년 KBS2 대하드라마 《고려 거란 전쟁》... 유진 역

### 방송
- 2004년 KBS 《인물현대사》... 내레이션
- 2008년 KBS 《호모 오일리쿠스》
- 2012년 MBC 《주병진 토크 콘서트》 17회 (with 이재용, 박성웅, 정만식, 김성균)
- 2012년 KBS2 《1 대 100》 246회
- 2019년 KBS1 《다큐세상 해조류 전쟁, 블루그린산업을 선점하라 - 1부 최후의 슈퍼푸드 해조류》 ... 내레이션

### 연극
- 2012년 《청춘의 십자로》

### 라디오 프로그램
- 2015년 EBS 《EBS 책 읽는 라디오 낭독 시리즈》

## 광고
- 2007년 SHOW
- 2008년 SHOW 쇼투폰
- 2015년 팔도 비락식혜 (with 김보성, 전중재)
- 2016년 한국인삼공사 정관장 369 (with 현쥬니, 최진호)

## 수상 및 후보
| 연도 | 시상식            | 부문                            | 제목                       | 결과 |
| ---- | ----------------- | ------------------------------- | -------------------------- | ---- |
| 2008 | KBS 연기대상      | 남자 조연상                     | 쾌도 홍길동                | 후보 |
| 2008 | KBS 연기대상      | 특집 문학 단막극상              | 징계위원회                 | 후보 |
| 2011 | 제20회 부일영화상 | 남우조연상                      | 블라인드                   | 후보 |
| 2011 | 제48회 대종상     | 남우조연상                      | 블라인드                   | 후보 |
| 2012 | SBS 연기대상      | 주말/연속극부문 남자 특별연기상 | 너라서 좋아                | 후보 |
| 2013 | KBS 연기대상      | 남자 조연상                     | 굿 닥터                    | 후보 |
| 2017 | KBS 연기대상      | 남자 조연상                     | 최강 배달꾼, 맨몸의 소방관 | 후보 |

## 같이 보기
- 유해진